# عقيدة (جيولوجيا)

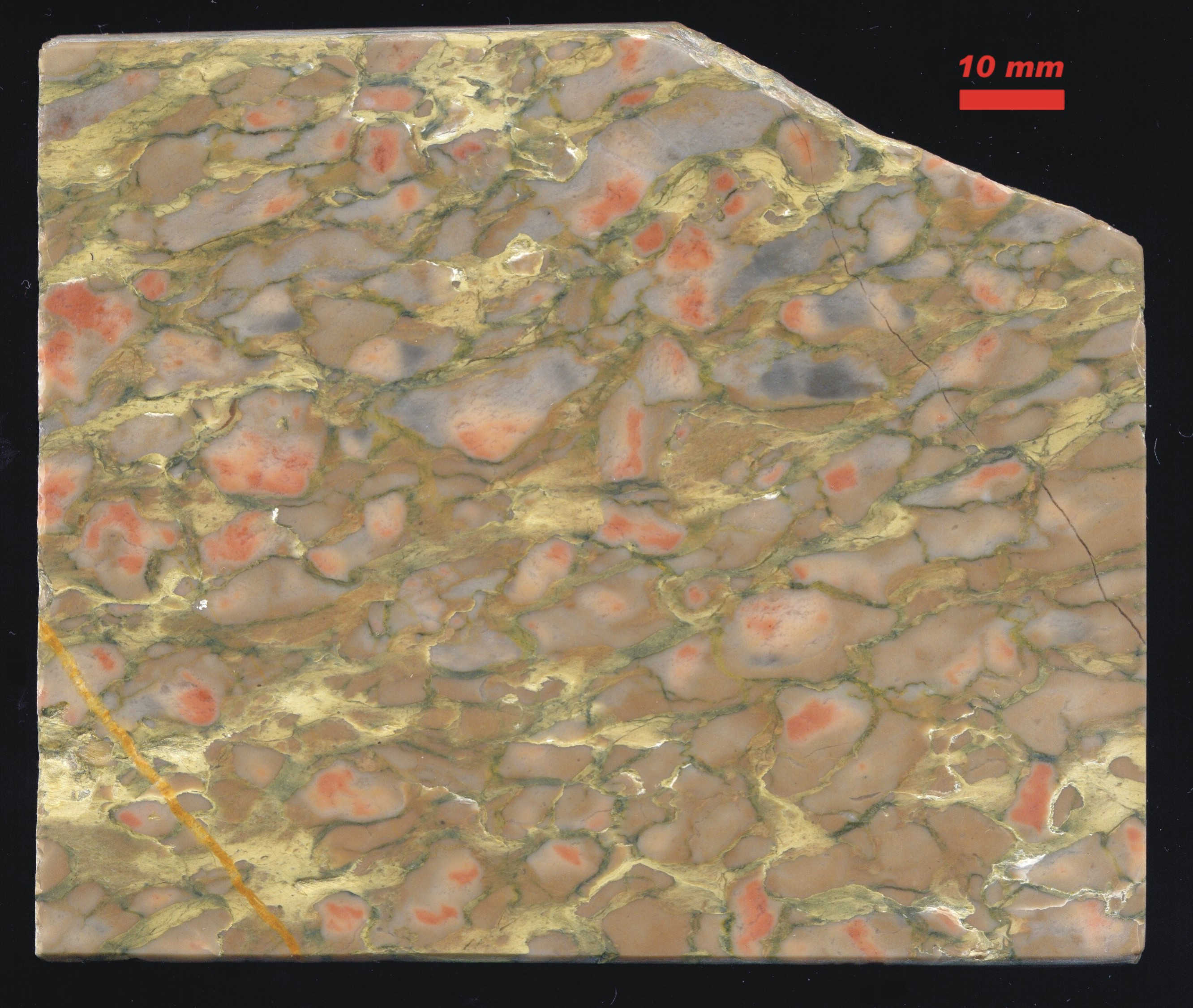
الحجر الجيري عقيدة ديفون

العُقَيدة أو العُجَيرة (بالإنجليزية: Nodule)‏ تُعرف في علم الرواسب و الجيولوجيا بأنها عقدة صغيرة الحجم شبه مستدير، كتلة أو تكتل معدني أو ركام معدني عادة ذو تكوين متناقض مع الرواسب أو الصخور الرسوبية المرفقة، مثل عقيدات البيريت في الفحم، وعقيدات الصوان في الحجر الجيري، أو عقيدات الفوسفوريت في الطَفَل الصَفحي البحري. عادةً ما يكون للعقيدة سطح ثؤلولي أو كثيرة العقد وتوجد ككتلة منفصلة داخل الطبقات المضيفة. بشكل عام، تفتقر العُقَيدة إلى أي بنية داخلية باستثناء البقايا المحفوظة على التأْسِيسٌ الصَخْرِيٌّ الأصلي أو المستحاثات. ترتبط العقيدات ارتباطًا وثيقًا بالكتل المتحجرة وأحيانًا تستخدم هذه المصطلحات بالتبادل. تشمل المعادن التي تشكل عادةً العقيدات الكالسيت والشرت والأباتيت (الفوسفوريت) والأنهيدريت والبيريت.
يُستخدم مصطلح العُقَيدة في علم الرواسب و الجيولوجيا لوصف الرواسب أو الصخور الرسوبية التي تتكون من عقيدات مبعثرة مخزنة على نحو حر في مصفوفة ذات طابع مماثل أو غير متماثل. كما يُستخدم لوصف المجاميع المعدنية التي تحدث في شكل عقيدات، على سبيل المثال الركام المعدني الغروي مع سطح منتفخ.
يُستخدم مصطلح العُقَيدة أيضًا على الكتل الخرسانية المتناثرة على نطاق واسع من المنجنيز والكوبالت والحديد والنيكل الموجودة في أرضيات محيطات العالم. وهذا ينطبق بشكل خاص على كرات المنغنيز. تتشكل عقيدات المنغنيز والفوسفوريت أصلاً اثناء الترسيب في قاع البحر. وبالتالي، من الناحية الفنية، فهي خرسانات بدلاً من العقيدات. 
كثيرا ما وجدت عقيدات التشيرت (صخر صواني) و الصوان في التأْسِيسٌ من الحجر الجيري و الطباشير. وهي تتشكل من إعادة وضع السيليكا غير المتبلور الناشئ عن انحلال السيليكون من شويكات الإسفنج، أو الحطام الناتج عن الشعوعيات واستبدال ما بعد الترسيب إما من الحجر الجيري أو الطباشير المرفق بهذه السيليكا.

## معرض الصور

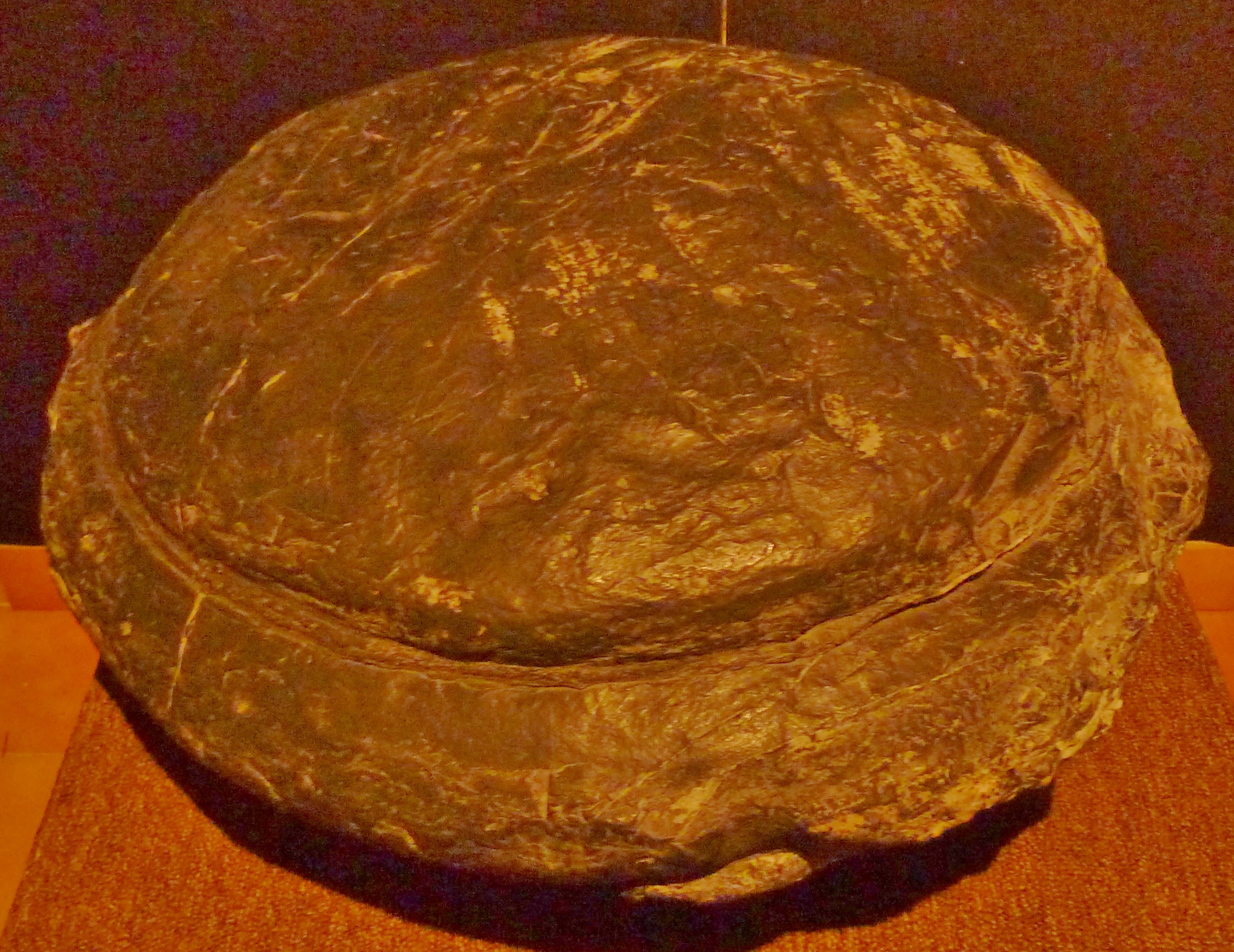
عقيدات ذات حجم استثنائي منلونغ آيلاند، فنستير
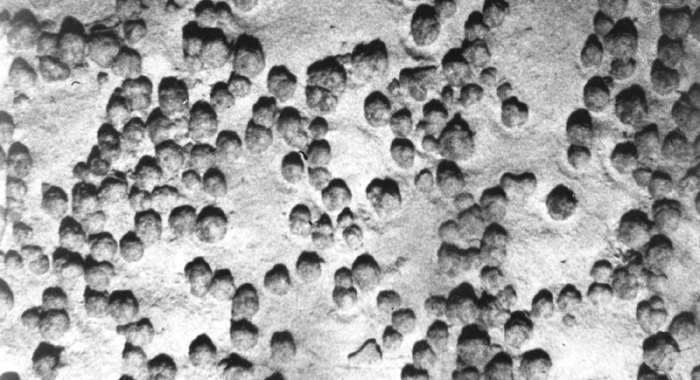
عقيدات المنغنيز في قاع البحر
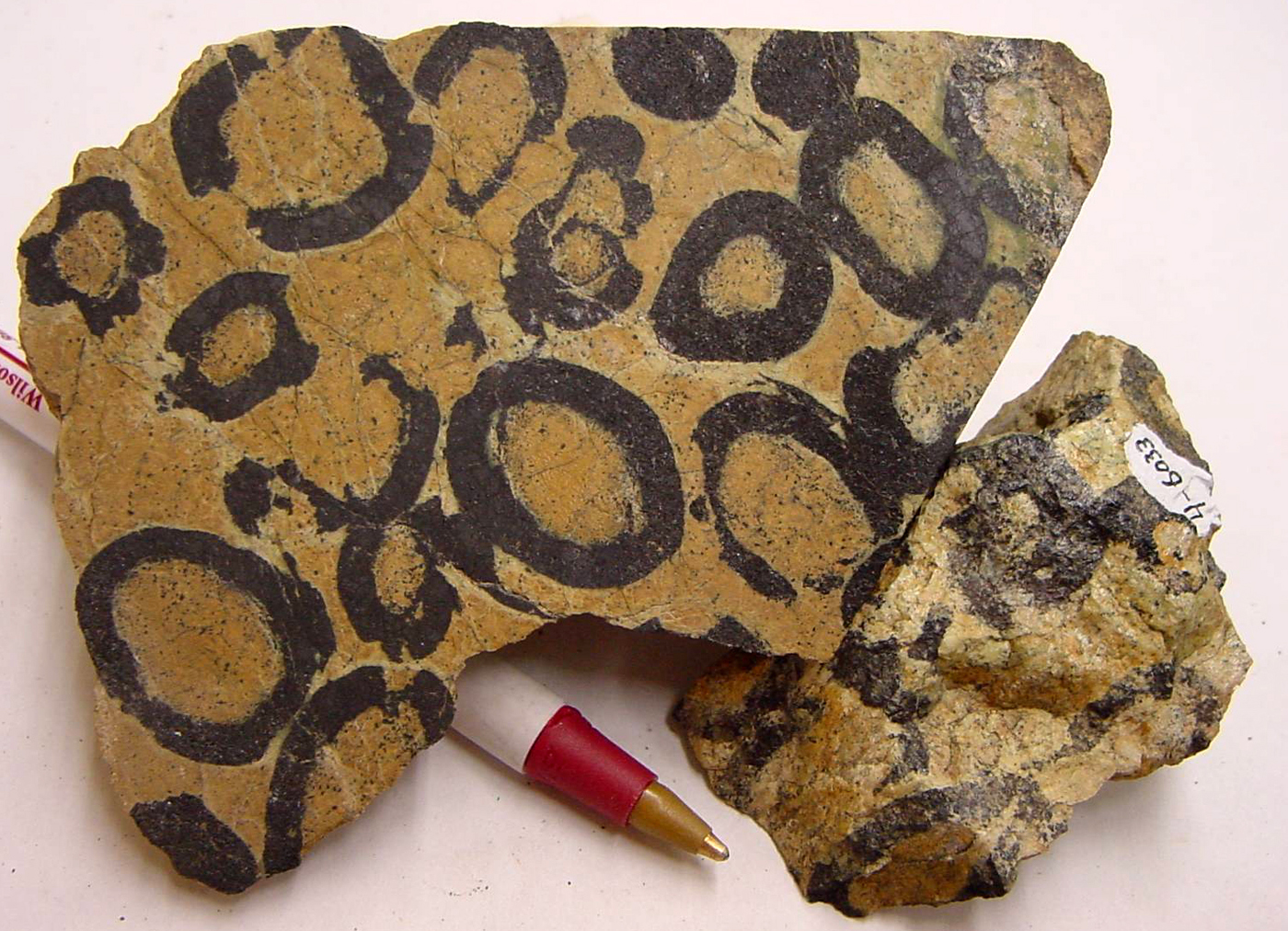
الكروميت.
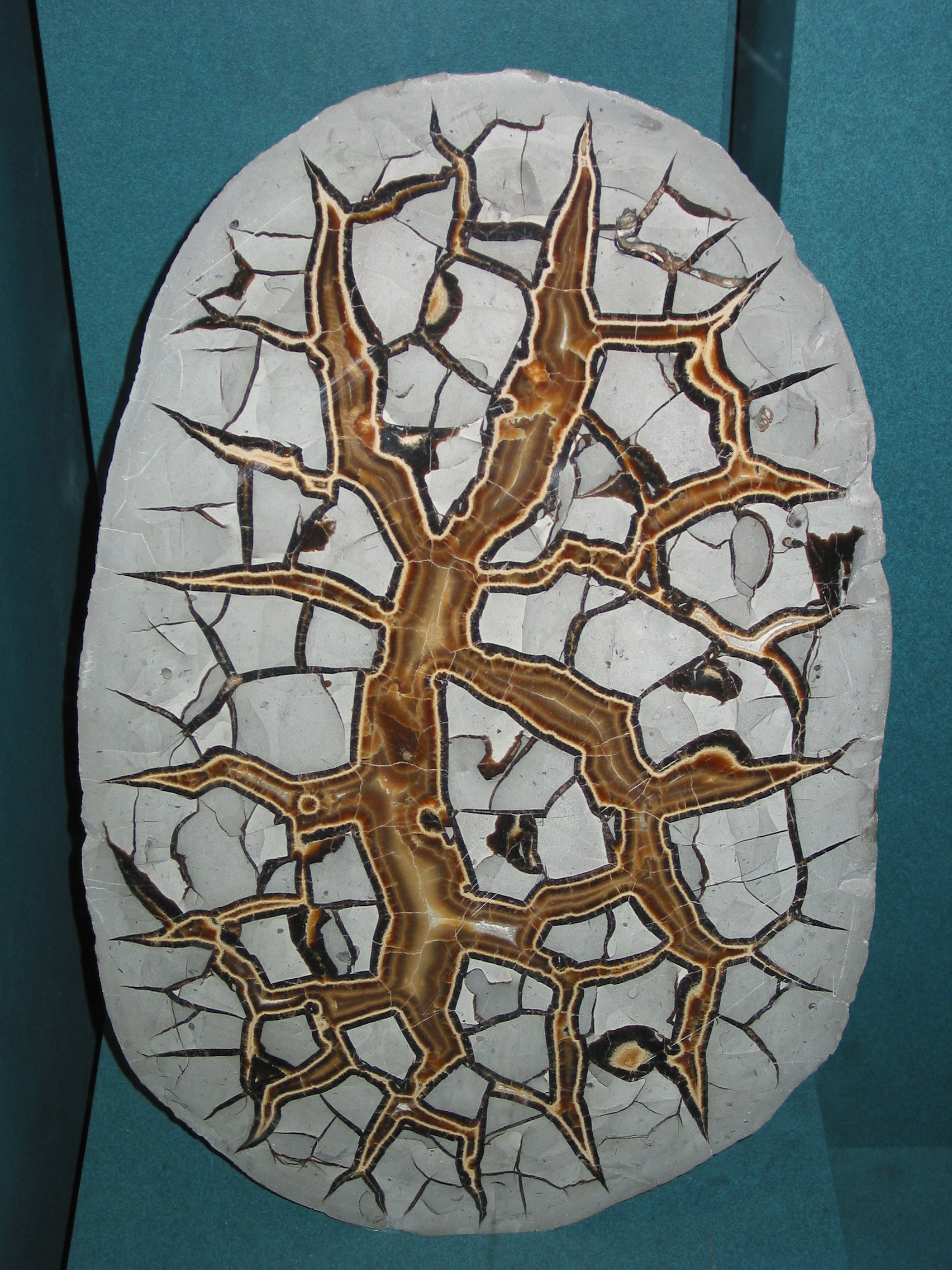
العقيد الحاجز
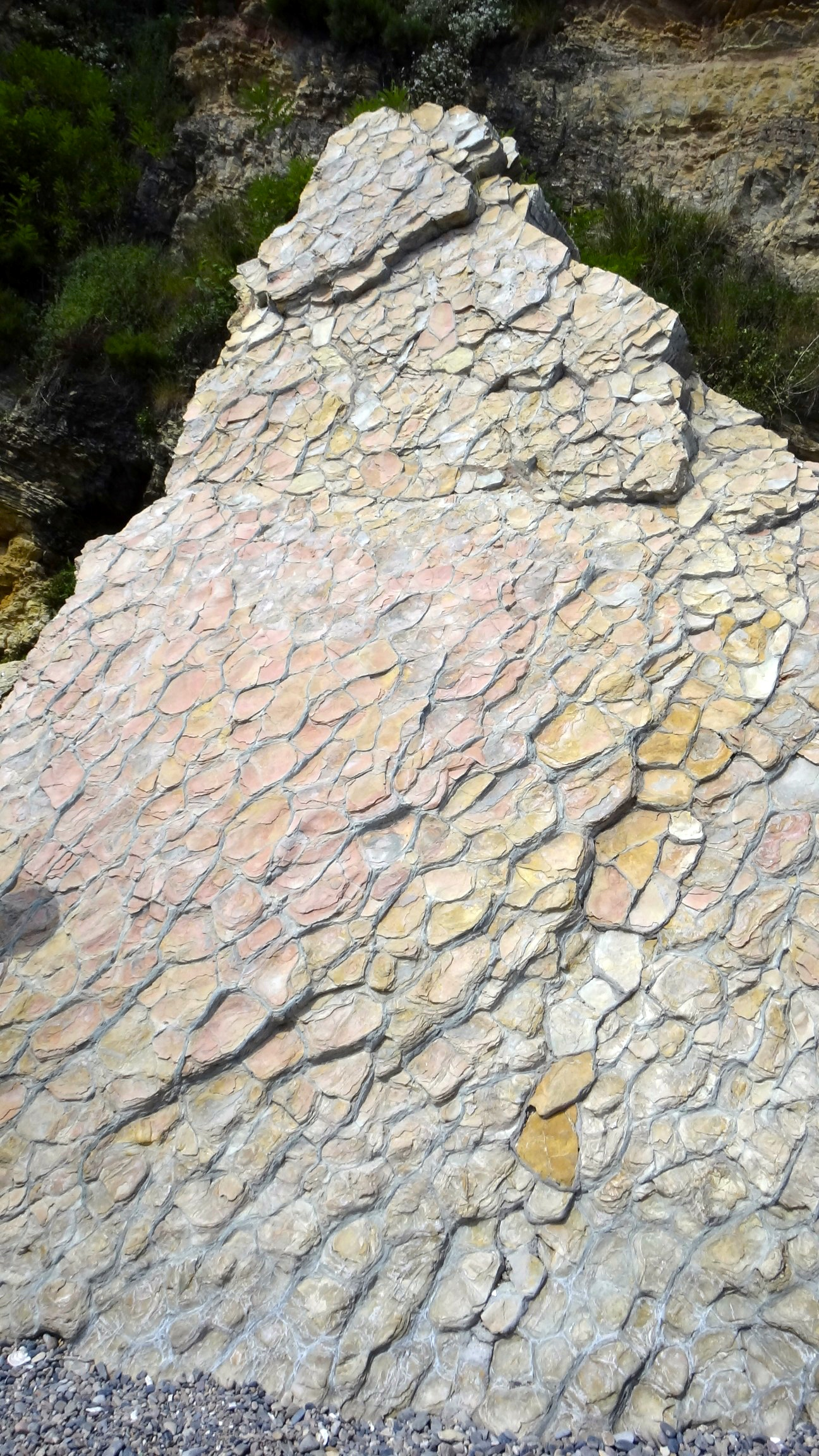
الحجر الجيريالمتحجر والعقدي في الحديقة الوطنية الجيولوجية الساحلية جينشايتن، داليان، الصين